# Jevgenyij Alekszejevics Preobrazsenszkij
Jevgenyij Alekszejevics Preobrazsenszkij (Bolhov, Orjoli kormányzóság, Orosz Birodalom, 1886. február 15. – Moszkva, 1937. július 13.) orosz nemzetiségű bolsevik államférfi, szovjet gazdaságpolitikus.

## Fiatalkor, mozgalmi élet
1886-ban született az Orjoli kormányzóságban. Apja pap volt. Mélyen vallásos nevelést kapott, de elmondása szerint 14 éves korára kiábrándult Istenből. Még nem fejezte be a gimnáziumot, amikor (1903-ban) belépett az OSZDMP Orjoli Bizottságába. 1905-ben leérettségizett, novemberben Moszkvába utazott, ott tartózkodott az 1905-ös, Gapon pópa vezette felkelés alatt is. Ezután visszatért Orjolba, majd az uráli szervezetbe lépett be. 1906 márciusában letartóztatták, de pár hónap múlva szabadon engedték. 1907-ben az Uralszkij Rabocsij-ba írt. 1907-ben részt vett a finnországi pártkonferencián, ahol megismerkedett Leninnel. 1908 tavaszán kétszer is lecsukták, és 1909 közepén Szibériába száműzik: előbb Irkutszk környékére, majd a Kirenszki járásba került. 1911-ben a párt felajánlotta, hogy segítenek megszökni neki, hogy eljuthasson a prágai kongresszusra. Preobrazsenszkij megszökött, de Prágába nem jutott ki. Novo-Nyikolajevszkben írt az Obszkaja Zsizny-be, Zinovjevvel levelezett, Krupszkaja, Lenin felesége pedig útlevelet ígért neki, hogy elmehessen az újabb kongresszusra, de Preobrazsenszkijt pont ekkor (1912 őszén) tartóztatták le. A hagyományosan hanyag orosz bíróság azonban összekeverte Preobrazsenszkij periratait valaki máséval, ezért felmentették.

## Az országos politikában való részvétel
1917 tavaszán Preobrazsenszkijt küldöttnek választották az I. összoroszországi szovjetkongresszusra. A VI. pártkongresszuson (1917 augusztusában) részt vett, a Központi Bizottság póttagjává választották. Eztán hazatért, az októberi fordulat idején az Urálban tartózkodott. 1918 őszén Kolcsak emberei elfoglalták az Urált, Preobrazsenszkij Moszkvába ment, hogy a Pravdát szerkessze. 1919-ben írta Buharinnal együtt A kommunizmus ábécéje című munkáját. Ezután az ufai pártszervezetben dolgozott; a IX. kongresszuson a Központi Bizottság titkárává választották.
Ellenezte a breszt-litovszki békét, Buharinnal és Trockijjal is jóban volt. Lenin is elismerte Preobrazsenszkij elméleti munkásságát, de adminisztratív döntéseivel nem értett mindig egyet, szerinte Preobrazsenszkij elméletileg túlkombinálta a dolgokat, ontotta magából a „tervezeteket”. Az értelmiséggel szemben is bizalmatlan volt: az 1922-es moszkvai „akadémikus-sztrájkot” a Szakbizottság élén állva nem bírta megoldani, a repressziók mellett volt. A XI. kongresszuson Lenin megjegyezte, hogy „Preobrazsenszkij túlzásba viszi a dolgokat”, továbbá: „Minden kérdéshez azzal nyúl hozzá, ami az erős oldala: ő teoretikus. Mindenki ismeri és becsüli ezt az oldalát. (…) De amikor politikai és adminisztratív szempontból fogja meg a kérdést, akkor valami szörnyű dolog történik.”
A NEP pénzügyi politikájának egyik kidolgozója volt, és a Népbiztosok Tanácsa Tarifabizottságának elnöke. Részt vett a genovai konferencián, 1922-ben, találkozott John Maynard Keynesszel.
Az 1920-as években mindvégig azon az állásponton volt, hogy a proletárforradalom után az átmeneti időszak jön (azaz az árutermelő társadalom). Gazdasági elképzeléseit nem támogatták sokan, mert a párton belül népszerűtlen volt. (Egyébként a „pártdemokrácia” kiszélesítése, a bürokratizmus elutasítása mellett volt, s a „baloldali ellenzék” tagjának tekinthető.) Jól látta, hogy a tőkés többlettermék egy részét el kell sajátítani, ha az országot iparosítják.
1926-27-ben az egyesült ellenzék része volt, a XV. pártkongresszuson, 1927 decemberében kizárták az SZKP-ből. 1928-ban az elsők között vont vissza mindent, 1929-ben visszavették a pártba. 1931: kizárták, 1932: visszavették. 1934-ben, a XVII. pártkongresszuson szidta korábbi álláspontját. 1935-ben a Kirov-gyilkosság után letartóztatták, és 1937-ben a börtönben megölték.

## Főbb elméleti munkái
- Anarchizmus és kommunizmus
- A kommunizmus ábécéje (Nyikolaj Buharinnal közösen)
- A papírpénz a proletárforradalom idején
- A rubel összeomlásának okai
- A NEP-től a szocializmusig
- Franciaország gazdasága, pénzügyei
- Az új gazdaság
- V. I. Lenin
- Önéletrajz

## Magyarul megjelent művei
- A kommunizmus ábécéje (OKP Magyar Agitációs Oszt. Központi Irodája, Jekatyerinburg, 1921) Nyikolaj Buharinnal közösen
- Bucharin–Preobrazsenszky: A kommunizmus ábécéje. 1. r.; Arbeiter Buchhandlung, Wien, 1922
- A szocialista iparosítás kérdései; Kossuth, Bp., 1979
- Az értéktörvény a szovjet gazdaságban. In: Az 1926-os vita az értéktörvényről a Szovjetunióban. Politikai gazdaságtan füzetek 25. (Az Oktatási Minisztérium Marxizmus-Leninizmus Oktatási Főosztálya, 1979)
- Az új gazdaság (részletek) In: Fejlődés-tanulmányok 5. (ELTE-MKKE, 1983)